# Joseph Hart (acteur)
Pour les articles homonymes, voir Hart et Joseph Hart.
Joseph Hart est un acteur américain, né le 8 juin 1861 à Boston (Massachusetts), mort le 3 octobre 1921 à New York. Il a commencé sa carrière dans le vaudeville, puis il a incarné au cinéma le rôle-titre de la série comique Foxy Grandpa en 1902-1903, adaptation du Comics de Carl E. Schultze (en).

## Filmographie
- 1902 : The Creators of 'Foxy Grandpa'
- 1902 : Foxy Grandpa Shows Boys He Is a Magician
- 1902 : Foxy Grandpa and Polly in a Little Hilarity
- 1902 : Boys Take Grandpa's Cigars with Distressing Results
- 1902 : The Boys Try to Put One Up on Foxy Grandpa
- 1902 : The Boys Think They Have One on Foxy Grandpa, But He Fools Them
- 1902 : Foxy Grandpa Tells the Boys a Funny Story
- 1902 : Foxy Grandpa Shows the Boys a Trick or Two with the Tramp
- 1903 : Why Foxy Grandpa Escaped a Ducking
- 1904 : The European Rest Cure